# Sylvia Engdahl
Sylvia Louise Engdahl (* 24. November 1933 in Los Angeles) ist eine amerikanische Science-Fiction-Autorin. 

## Leben
Engdahl publizierte 13 Bücher (Stand 2012), darunter sieben Science-Fiction-Romane, drei Sachbücher, zwei Science-Fiction-Anthologien, sowie ein Bilderbuch für Kinder. Engdahls bekannteste Bücher sind der 1970 erschienene Roman Wächterin der Sterne (im Original: Enchantress from the Stars), das im Rahmen der Newbery Medal mit einem Newbery Honour ausgezeichnet wurde, sowie der 1972 veröffentlichte Roman This Star Shall Abide. Dieser ist der erste Band einer Trilogie und wendet sich an Jugendliche und junge Erwachsene. In ihm werden Konzepte von Wahrheit, Wissen, Freiheit und die Gründe für ihre Einschränkung der persönlichen Freiheit diskutiert.
Zwischen 1985 und 1995 gab sie im Web und seinem Vorläufer Kurse für Connected Education, einem Pionier im E-Learning. Sie lebt in Oregon mit ihren beiden Katzen.
Im August 2007 veröffentlichte Engdahl die Science Fiction Novelle Stewards of the Flame, gefolgt von der Fortsetzung Promise of the Flame im September 2009.

## Werk
Schwerpunkte Engdahls SF-Romane sind moralische und ethische Fragen. Dabei dienen Ort und Zeit der Handlung in weiten Teilen nur zu einer Verfremdung der Handlung, um dem Leser einen neutralen Gesichtspunkt bei der Betrachtung der aufgezeigten Probleme und Fragestellungen zu geben (Wächterin der Sterne), oder um eine Situation zu konstruieren, in der einem ethischen oder moralischen Dilemma nicht ausgewichen werden kann (This Star Shall Abide).
Ihre erfolgreichsten Bücher wenden sich explizit an junge Erwachsene, können aber von Erwachsenen genauso gelesen werden. Diese Rezeption führt dazu, dass sie von Kinder- und Jugendbuchverlagen oft als SF-Autorin wahrgenommen wird, bei den Science-Fiction-Romanen aber als Kinderbuchautorin angesehen wird, eine Wertung, die Engdahl in den Texten auf ihrer Webseite bedauert.
Zwischen 1970 und 1981 schrieb Engdahl sechs Science-Fiction-Romane, die alle im 21. Jahrhundert neu aufgelegt wurden. Ihre beiden neuen Romane erschienen als Zweiteiler 2007 und 2009. Es handelt sich dabei um SF für Erwachsene, nicht für Jugendliche.

## Auszeichnungen
- Aufnahme in die Auswahlliste  Junior Literary Guild für Enchantress from the Stars (1970)
- ALA Notable Children's Books für Enchantress from the Stars (1970)
- Horn Book Fanfare für Enchantress from the Stars (1971)
- Newbery Honor für Enchantress from the Stars (1971)
- Christopher Award für This Star Shall Abide (1973)
- Phoenix Award für Enchantress from the Stars (1990)
- New York Public Library 100 Favorite Children's Books für Enchantress from the Stars (1998)
- Teen People Book Club selection für Enchantress from the Stars (2001)
- Book of the Year finalist bei ’Book Sense‘, in der Kategorie 'Wiederentdeckungen' für Enchantress from the Stars (2002)
- CBC Not Just For Children Anymore, in der Kategorie 'Klassiker' für Enchantress from the Stars (2002)
- CCBC Choices für Enchantress from the Stars (2002)
- ALA Popular Paperbacks for Young Adults für Enchantress from the Stars (2004)

## Bibliographie
- Enchantress from the Stars (1970; Neuauflage 2001)
  - Deutsch: Wächterin der Sterne (Hardcover 2002, Taschenbuch 1976)
- Journey Between Worlds (1970; veränderte Neuauflage 2006)
- The Far Side of Evil (1971; veränderte Neuauflage 2003)
- This Star Shall Abide (auch als Heritage of the Star, 1972)
- Beyond the Tomorrow Mountains (1973)
- The Doors of the Universe (1981)
- Children of the Star (2000, Sammelband der Trilogie This Star Shall Abide, Beyond the Tomorrow Mountains und The Doors of the Universe, als SF für erwachsenes Publikum, in den Erstausgaben als Jugendliteratur gekennzeichnet)
- Stewards of the Flame (2007, SF für Erwachsene)
- Promise of the Flame (2009, SF für Erwachsene)